# Hannah O'Neill
Scènes principales
Opéra national de Paris
Hannah O'Neill (en anglais : [ˈhænə ə'nil], en anglais américain : [ˈhænə oʊˈnil]), née en janvier 1993 à Tokyo, est une danseuse néo-zélandaise,,,. Elle est danseuse étoile du Ballet de l'Opéra de Paris.

## Les débuts
Hannah O’Neill est née d’un père néo-zélandais et d’une mère japonaise.
Elle commence la danse à l’âge de trois ans au Kishibe Ballet Studio à Tokyo. À partir de 8 ans, elle continue ses études à Mt Eden Ballet Academy à Auckland.
En 2007, à l’âge de 14 ans, Hannah O’Neill passe le Youth America Grand Prix et obtient une bourse qui lui permet d’entrer à l’Australian Ballet School à Melbourne.
La durée de la formation de cette école de danse est de 8 ans. Suivant les classes du niveau 5 à 8 (levels 5 to 8), elle y reste pendant presque quatre ans. Ses professeurs de danse sont Lisa Pavane, Lynette Wills et Joanne Michel, qui sont des anciennes danseuses étoile de l'Australian Ballet.
Hannah O’Neill remporte le Prix de Lausanne en 2009 et le Youth America Grand Prix en 2010.

## Au ballet de l'Opéra de Paris
Élevée au Japon, où le ballet de l'Opéra de Paris fait régulièrement des tournées et où ses danseurs sont idolâtrés,  la danse classique est synonyme de Paris pour Hannah O’Neill.
En 2011, Hannah O’Neill rejoint le corps de ballet de l'Opéra de Paris après avoir passé le concours de recrutement externe,.
Comme elle n'est pas passée par l'école de danse de l'Opéra de Paris, ses deux premières années dans le ballet de l'Opéra de Paris sont très dures.
Après avoir reçu un autre contrat d'une saison à l'issue de son deuxième concours de recrutement externe, Hannah O’Neill demande à Laurent Novis, un de ses professeurs de danse à l'Opéra de Paris, de lui montrer tous les détails essentiels de l'école française comme le port de bras et la position exacte des pieds et du cou, et de l'entraîner au concours suivant. La danseuse étoile Agnès Letestu devient son mentor.
Réussissant son 3e concours de recrutement externe le 5 juillet 2013 Hannah O’Neill devient danseuse permanente,,.

## Au concours interne de promotion
Hannah O’Neill est promue coryphée le 9 novembre 2013 à l'issue de son premier concours interne de promotion, et sujet le 6 décembre 2014 à l'issue de son deuxième concours de promotion.
Elle est promue première danseuse au concours interne de promotion le 3 novembre 2015, classée première devant Léonore Baulac qui a été nommée étoile le 31 décembre 2016. Depuis leur promotion de coryphées, les deux danseuses avaient été toujours été promues ensemble.
Elle sera nommée « Danseuse Étoile » le 2 mars 2023 à l’issue de la représentation de Ballet impérial dans lequel elle interprétait la première soliste.
Ainsi Hannah O’Neill gravit les échelons de la hiérarchie du Ballet de l'Opéra de Paris pendant trois années consécutives, soit trois concours internes de promotion consécutives. Récemment, une ascension aussi rapide avait aussi été achevée par l'étoile Mathias Heymann entre 2005 et 2007 et par François Alu entre 2011 et 2013.

## Suite
Hannah O’Neill se trouve au centre d'un reportage des équipes de France 2 et France 3 aux côtés de Karl Paquette. Les images sont diffusées le 7 février 2016 dans les émissions Stade 2 et Tout le sport.
Les journalistes soulignent que pour être artiste il faut être un athlète de haut niveau. Hannah O’Neill est filmée en répétition avec Clotilde Vayer, maître de ballet de l'Opéra de Paris, devant laquelle elle danse les fouettés de Gamzatti de la Bayadère de Rudolf Noureev. Les variations chorégraphiées par Noureev comportent des détails qui sont techniquement très  difficiles. On voit Hannah O’Neill de même lors d'un cours de Pilates à l'Opéra de Paris qui se déroule deux fois par semaine. Cette innovation a été introduite en septembre 2015 par Benjamin Millepied, directeur du ballet de l'Opéra de Paris à l'époque. L'entraînement physique des danseurs lui tenait à cœur.
Hannah O’Neill et Germain Louvet sont les protagonistes du film Ascension de Benjamin Millepied.

## Sur scène
En 2014, Hannah O’Neill est choisie en tant que soliste par William Forsythe et Pierre Lacotte.
Hannah O’Neill aborde ses premiers grands rôles du répertoire avec Odile et Odette dans le Lac des cygnes de Rudolf Noureev et avec le rôle-titre de Paquita de Pierre Lacotte au cours de la saison 2014-2015.
En décembre 2014, Hannah O’Neill figurait déjà parmi les huit espoirs du Ballet de l'Opéra de Paris d'après Le Figaro.
Elle est considérée comme une future étoile,,, l'une des emblèmes de la jeune génération. Elle est nommée étoile le 2 mars 2023 après la représentation de Ballet Impérial, tout comme Marc Moreau.

## Style
Hannah O’Neill est très appréciée pour sa très grande propreté technique et sa musicalité. Elle est une véritable soliste.
Sa danse transmet le feu, celui de la passion ou de la colère.

## Récompenses
Elle est la seule danseuse à avoir reçu les trois plus prestigieuses récompenses internationales de danse, prix Benois de la danse, Médaille d'or du Concours de Varna et Prix de Lausanne, comme José Martinez, actuel directeur de la Danse de l'Opéra de Paris.
Parmi les danseurs du Ballet de l'Opéra national de Paris, Hannah O’Neill a remporté le plus de prix.
- 2009 : Prix de Lausanne[29]
- 2010 : Youth America Grand Prix (médaille d'or senior)
- 2014 : Prix du Cercle Carpeaux
- 2014 : Concours de Varna (médaille d’argent) avec Jérémy-Loup Quer[30],[31]
- 2015 : Prix de l'AROP[32]
- 2016 : Prix Benois de la danse pour Paquita[33]

## Répertoire
- Le Lac des cygnes : Odile/Odette
- La Bayadère : Gamzatti
- Paquita : Paquita
- Giselle : Giselle/ Myrtha
- La Belle au bois dormant : pas de cinq des Pierres précieuses
- La Sylphide : le rôle titre, Effie
- Le songe d'une nuit d'été de Balanchine : Titania
- La Dame aux camélias
- Ballet impérial
- Carmen de Roland Petit : le rôle titre

## Filmographie
- 2015 : Ascension, film de Jacob Sutton, avec Hannah O'Neill et Germain Louvet chorégraphiés par Benjamin Millepied, Opéra national de Paris, 3 septembre 2015 (2 min 59)
- 2015 : Grand Pas classique, avec Hannah O'Neill et Jérémy-Loup Quer, Dubai Dance Academy, janvier 2015 (10 min 14)
- 2016 : Dans les pas d'une star de l'Opéra sur France 3, Tout le sport, 7 février 2016 (2 min 32)
- 2016 : A l'Opéra de Paris, les étoiles du sport avec Hannah O'Neill et Karl Paquette sur France 2,Stade 2, 7 février 2016 (18 min 53)
- 2017 : Teaser Hannah O'Neill, Dubai Dance Academy, janvier 2017 (1 min)